# Universal Soldier: Regeneration
Universal Soldier: Regeneration (bra: Soldado Universal 3 - Regeneração) é um filme estadunidense de 2009, dos gêneros drama, ação e ficção científica, dirigido por John Hyams.

## Sinopse
Na história, o militante islâmico checheno Basayev rapta os filhos do presidente e assume o controle de Chernobyl, ameaçando desencadear uma nuvem radioativa a menos que suas demandas sejam atendidas. Luc
Devreux (Jean-Claude Van Damme), novamente um soldado universal, junta-se a uma nova equipe numa missão secreta para acabar com a ameaça. Luc também se surpreende ao encontrar Andrew Scott (Dolph Lundgren), o sargento homicida, que na verdade é um clone do antigo. Mais tarde, Scott é capturado, fazendo com que Luc tenha que lutar, cercado de desvantagem, para salvar o mundo.

## Elenco
- Jean-Claude Van Damme — Luc Devreux
- Dolph Lundgren — Andrew Scott
- Andrei Arlovski — NGU
- Mike Pyle — Captain Kevin Burke
- Garry Cooper — Dr. Porter
- Corey Johnson — Coby
- Emily Joyce — Dr. Sandra Fleming
- Kerry Shale — Dr. Colin
- Aki Avni — General Boris
- Zahary Baharov — Commander Topoff
- Jon Foo — UniSol
- John Laskowski — Captain
- Violeta Markovska — Ivana
- Kristopher Van Varenberg — Miles
- Shelly Varod — Translator